# Monaco aux Jeux olympiques d'été de 2008
Monaco participe aux Jeux olympiques d'été de 2008 à Pékin en Chine. La Principauté a envoyé une petite délégation composée de cinq athlètes, l'objectif n'étant pas de remporter une médaille mais, selon le Prince Albert II de Monaco, « de prendre part à un grand rassemblement universel dans un environnement multiculturel ».

## Résultats

### Athlétisme
Homme
| Athlète           | Épreuve | Série    | Série | Quart de finale | Quart de finale | Demi-finale  | Demi-finale  | Finale       | Finale       |
| Athlète           | Épreuve | Résultat | Rang  | Résultat        | Rang            | Résultat     | Rang         | Résultat     | Rang         |
| ----------------- | ------- | -------- | ----- | --------------- | --------------- | ------------ | ------------ | ------------ | ------------ |
| Sébastien Gattuso | 100 m   | 10 s 70  | 6     | Non qualifié    | Non qualifié    | Non qualifié | Non qualifié | Non qualifié | Non qualifié |

### Aviron
Homme
| Athlète         | Épreuve     | Séries        | Séries | Quart de finale | Quart de finale | Demi-finales  | Demi-finales | Finale        | Finale |
| Athlète         | Épreuve     | Temps         | Rang   | Temps           | Rang            | Temps         | Rang         | Temps         | Rang   |
| --------------- | ----------- | ------------- | ------ | --------------- | --------------- | ------------- | ------------ | ------------- | ------ |
| Mathias Raymond | Skiff homme | 7 min 51 s 69 | 4 QF   | 7 min 11 s 66   | 5 DF C/D        | 7 min 33 s 06 | 5 FD         | 7 min 14 s 27 | 22     |

### Judo
| Athlète       | Épreuve               | Tour préliminaire   | 16e de finale                  | 8e de finale        | Quart de finale     | Demi-finale         | Repêchage 1         | Repêchage 2         | Repêchage 3         | Finale / MB         | Finale / MB  |
| Athlète       | Épreuve               | Adversaire Résultat | Adversaire Résultat            | Adversaire Résultat | Adversaire Résultat | Adversaire Résultat | Adversaire Résultat | Adversaire Résultat | Adversaire Résultat | Adversaire Résultat | Rang         |
| ------------- | --------------------- | ------------------- | ------------------------------ | ------------------- | ------------------- | ------------------- | ------------------- | ------------------- | ------------------- | ------------------- | ------------ |
| Yann Siccardi | Moins de 60 kg hommes | Exempté             | Fallon (GBR) Défaite 0000–1010 | Non qualifié        | Non qualifié        | Non qualifié        | Non qualifié        | Non qualifié        | Non qualifié        | Non qualifié        | Non qualifié |

### Tir
Femmes
| Athlète          | Épreuve                    | Qualification | Qualification | Finale        | Finale        |
| Athlète          | Épreuve                    | Points        | Rang          | Points        | Rang          |
| ---------------- | -------------------------- | ------------- | ------------- | ------------- | ------------- |
| Fabienne Pasetti | Carabine 10 m air comprimé | 387           | 41            | Non qualifiée | Non qualifiée |

### Haltérophilie
| Athlète           | Épreuve               | Arraché  | Arraché | Épaulé-jeté | Épaulé-jeté | Total | Rang |
| Athlète           | Épreuve               | Résultat | Rang    | Résultat    | Rang        | Total | Rang |
| ----------------- | --------------------- | -------- | ------- | ----------- | ----------- | ----- | ---- |
| Romain Marchessou | Moins de 77 kg hommes | 110      | 27      | 140         | 24          | 250   | 24   |